# 陸尚
陸 尚（りく しょう、生没年不詳）は、中国後漢末期の人物。揚州呉郡呉県の人。父は不明。祖父は陸康。

## 略歴
光和3年（180年）、江夏の異民族と、廬江の賊の黄穣らが反乱を起こす。廬江太守の官にあった陸康がこれを平定すると、その功績で陸尚は郎中に任命された。
徐琨の娘（徐夫人）を妻としたが、彼女に先立ち陸尚は没した。その後に彼女は孫権に嫁いだ。